# باري مارشال
باري جيمس مارشال (بالإنجليزية: Barry J. Marshall) (ولد في كالغورلي بولاية أستراليا الغربية بأستراليا في 30 سبتمبر 1951). طبيب أسترالي يعمل أستاذاً للميكروبيولوجيا السريرية بجامعة أستراليا الغربية. حصل على  جائزة نوبل في الطب سنة 2005 مناصفة مع مواطنه روبن وارن وذلك لدورهما في إعادة اكتشاف بكتيريا بكتيريا الملوية البوابية (هليكوباكتر بيلوراي) (بالإنجليزية: Helicobacter pylori) ودورها في إحداث التهابات وقرح المعدة.

## مولده ونشأته
ولد مارشال في كالغورلي بولاية أستراليا الغربية ثم انتقلت أسرته للعيش في كارنارفون (بالإنجليزية: Carnarvon)، وفي السابعة من عمره انتقل مع أسرته إلى مدينة بيرث. التحق بجامعة أستراليا الغربية حيث حصل على درجة البكالوريوس في الطب والجراحة سنة 1975.

## تدرجه التعليمي والأكاديمي
في سنة 1979 عين مارشال طبيباً مسجلاً بقسم الأمراض الباطنة بمستشفى بيرث الملكي، وهناك التقى سنة 1981 (أثناء فترة زمالته في الأمراض الباطنة بالمستشفى) عالم الأمراض روبن وارن (شريكه في جائزة نوبل) والذي كان اهتمامه البحثي منصباً على دراسة التهاب المعدة (بالإنجليزية: gastritis)، ومن ثم بدأ الاثنان في دراسة الارتباط بين وجود بكتيريا الملوية البوابية وبين الإصابة بالتهاب المعدة. وفي العام التالي (1982) تمكنا من استزراع بكتيريا الهليكوباكتر بايلوري وربطا بين هذه البكتيريا وبين قرحة المعدة والإتنى عشر وسرطان المعدة رغم معارضة الكثير من الأطباء الذين استبعدوا إمكانية أن تعيش أي بكتيريا في الوسط الحمضي للمعدة. وعن تلك المعارضة قال مارشال سنة 1998: «كان الجميع يقفون ضدي، ولكني كنت أعرف أنني على صواب».
وبعد فشله في إصابة صغار الخنازير معملياً بهذه البكتيريا سنة 1984، قام مارشال بمخاطرة حيث ابتلع طبق بتري يحتوي على البكتيريا مما أصابه بالتهاب المعدة ونشرت تلك التجربة في المجلة الطبية الأسترالية سنة 1985.
أجرى مارشال هذا البحث في مستشفى فريمانتل، ثم بدأ في إجراء تجاربه بمستشفى بيرث الملكي (1985-1986) ثم في جامعة فرجينيا بالولايات المتحدة الأمريكية (من سنة 1986 وحتى اليوم) قبل أن يعود إلى أستراليا مع احتفاظه بموقعه في جامعة فرجينيا.

## من التكريمات والجوائز التي حصل عليها
- جائزة وارن ألبرت (بالإنجليزية: Warren Alpert Prize) (مناصفة مع روبن وارن) (1994)
- جائزة الجمعية الطبية الأسترالية (مناصفة مع روبن وارن) (1995)
- جائزة ألبرت لاسكر (1995)
- جائزة غيردنر Gairdner Award ـ (1996)
- جائزة بول إرليخ (مناصفة مع روبن وارن)
- جائزة د. هاينكن الطبية (بالإنجليزية: Dr AH Heineken Prize for Medicine) (هولندا) (1998)
- ميدالية فلوري (كانبرا) (1998)
- ميدالية بوكانان من الجمعية الملكية (1998)
- وسام بنجامين فرنكلن (1999)
- جائزة كيو للعلوم الطبية (2002)
- ميدالية المئوية الأسترالية (بالإنجليزية: Australian Centenary Medal) ـ (2003)
- جائزة نوبل في الطب أو علم وظائف الأعضاء مناصفة مع روبن وارن (2005)

## وصلات خارجية
- باري مارشال على موقع الموسوعة البريطانية (الإنجليزية)
- باري مارشال على موقع مونزينجر (الألمانية)
- باري مارشال على موقع إن إن دي بي (الإنجليزية)